# 兵庫県道407号前之庄市川線
兵庫県道407号前之庄市川線（ひょうごけんどう407ごう まえのしょういちかわせん）は、兵庫県姫路市から神崎郡市川町に至る一般県道である。

## 概要
姫路市夢前町前之庄から神崎郡市川町甘地に至る。

### 路線データ
- 起点：姫路市夢前町前之庄（兵庫県道67号姫路神河線交点）
- 終点：神崎郡市川町甘地（兵庫県道215号甘地停車場線交点、兵庫県道405号甘地福崎線起点）
- 総延長：8.141 km

## 路線状況

### 重複区間
- 兵庫県道406号田口福田線（神崎郡福崎町高岡 - 神崎郡福崎町高岡・長野橋北詰交差点）

### 道路施設

#### 橋梁
- 板坂橋（七種川、神崎郡福崎町）

## 地理

### 通過する自治体
- 姫路市
- 神崎郡福崎町
- 神崎郡市川町

### 交差する道路
| 交差する道路                                      | 市町村名 | 市町村名 | 交差する場所 | 交差する場所     |
| ------------------------------------------------- | -------- | -------- | ------------ | ---------------- |
| 兵庫県道67号姫路神河線                            | 姫路市   | 姫路市   | 夢前町前之庄 | 起点             |
| 通行不能区間                                      |          |          |              |                  |
| 兵庫県道406号田口福田線 重複区間起点              | 神崎郡   | 福崎町   | 高岡         |                  |
| 兵庫県道406号田口福田線 重複区間終点              | 神崎郡   | 福崎町   | 高岡         | 長野橋北詰交差点 |
| 兵庫県道215号甘地停車場線 兵庫県道405号甘地福崎線 | 神崎郡   | 市川町   | 甘地         | 終点             |

### 交差する鉄道
- 播但線

### 沿線
- 福崎町立高岡小学校
- 神戸医療未来大学 姫路キャンパス
- JR西日本播但線 甘地駅